# وانهنگ منایوتین
وانهنگ منایوتین (تایلندی: ชยพล มูลศรี؛ زادهٔ ۲۷ اکتبر ۱۹۸۵) بوکسور اهل تایلند است.